# 费隆 (拉里萨)
拉里萨的费隆（Philo of Larissa，前154年或前153年－前84年或前83年），古希腊哲学家之一，24岁时前往雅典，此前一直在家乡从事研究工作。在雅典师从克莱托马库斯，后继其成为学园领袖。在公元前88年密特里达泰斯战争期间，他前往罗马，并在那里讲授哲学及修辞学。他著述颇丰，但留传甚少。